# Benjamin Crump

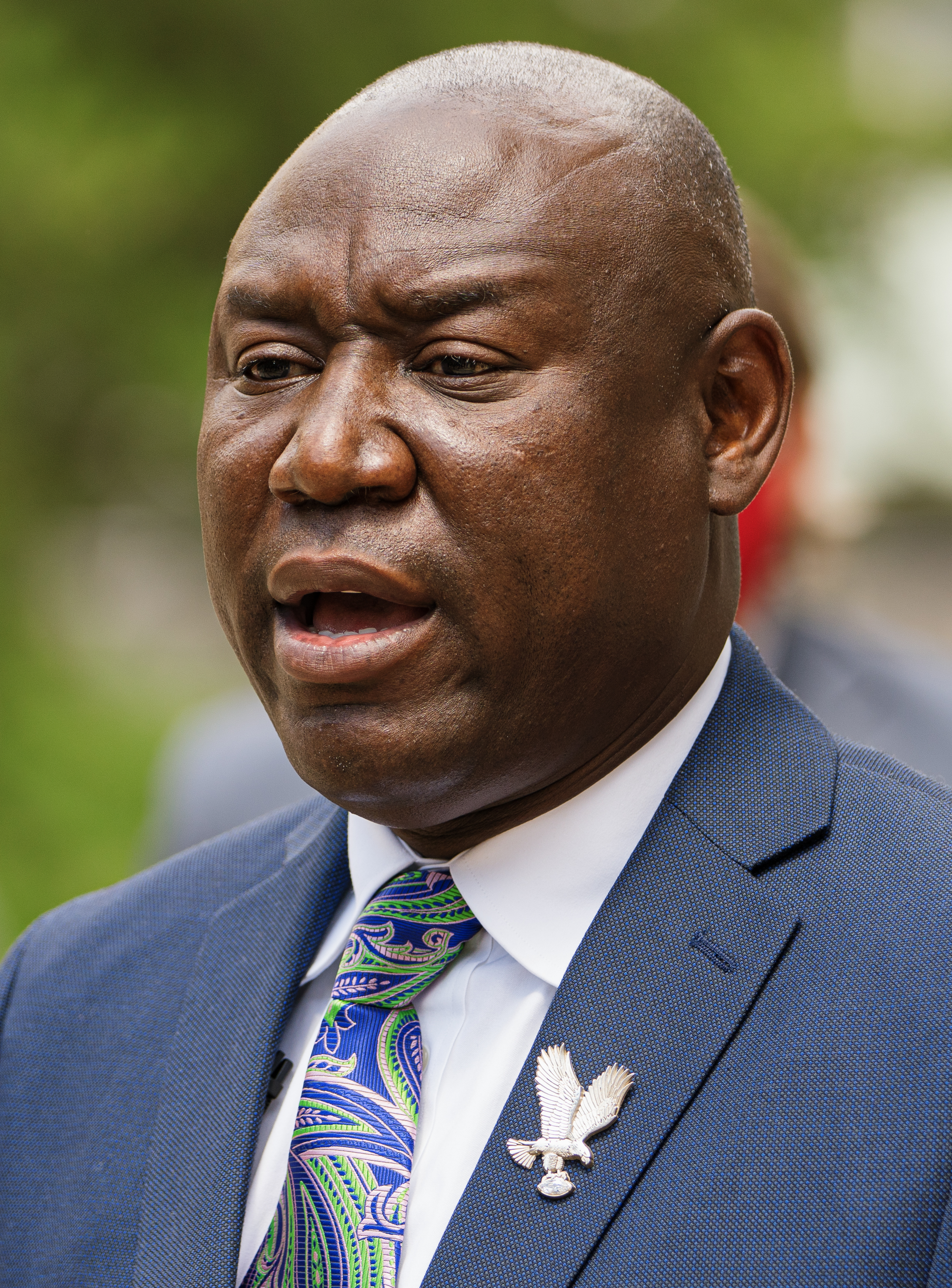
Benjamin Crump (2020)

Benjamin Lloyd Crump, kurz Ben Crump (* 10. Oktober 1969 in Lumberton, North Carolina), ist ein US-amerikanischer Rechtsanwalt. Er wurde bekannt als Vertreter der Angehörigen zahlreicher Opfer exzessiver Polizeigewalt und mutmaßlich rassistisch motivierter Gewalttaten gegen Angehörige der afroamerikanischen Minderheit in den USA. Der Nachrichtensender CNN bezeichnete ihn 2021 als den „bekanntesten Bürgerrechtsanwalt der Nation“.

## Leben
Benjamin Crump, der selbst Afroamerikaner ist, wurde 1969 als ältestes von neun Geschwistern in Lumberton (North Carolina) geboren. Er wuchs in bescheidenen Verhältnissen auf; seine Geschwister und er selbst wurden von der Großmutter großgezogen. Im Alter von sechs oder sieben Jahren wurde er nach eigenen Angaben Zeuge polizeilicher Brutalität gegenüber seinem Onkel im Verlauf einer seiner Meinung nach rassistisch motivierten Verkehrskontrolle. Seit seiner Schulzeit ist er stark von dem Vorbild des afroamerikanischen Juristen Thurgood Marshall beeinflusst. Während seiner Sekundarschulzeit zog er nach Florida. Er erlangte ein Stipendium zum Studium an der Florida State University (FSU) und machte dort einen Abschluss in Rechtswissenschaften. An der FSU war er Vorsitzender der Vereinigung schwarzer Studenten, führte Protestaktionen gegen Rassendiskriminierung an und schuf ein Mentorenprogramm für mittellose afroamerikanische Studenten. 1996 eröffnete er eine eigene Anwaltskanzlei in Tallahassee. Crump ist verheiratet, Familienvater, baptistischer Christ und stark religiös engagiert. Er lebt in Tallahassee.

## Wirken
Crump hat mehr als 200 Prozesse wegen Polizeigewalt geführt und nach eigenen Angaben in allen Fällen für die Opfer oder deren Familien Zahlungen erstritten. Er verlangt in der Regel ein Erfolgshonorar in Höhe eines Drittels der erzielten Entschädigungszahlungen. Wegen seiner großen Bekanntheit aufgrund seines Einsatzes für eine in Gesellschaft und Justiz benachteiligte Gruppe bezeichnete ihn die Zeitschrift The New Yorker in Anspielung auf die Frauenrechts-Anwältin Gloria Allred 2020 als „die schwarze Gloria Allred“.
Er wurde schlagartig einer breiten Öffentlichkeit bekannt, als er die Angehörigen des 2012 in einem Vorort von Orlando (Florida) von einem Zivilisten erschossenen 17-jährigen Schülers Trayvon Martin vertrat. In diesem Fall erreichte er einen Vergleich in nicht bekanntgegebener Höhe mit dem Hauseigentümerverband des Stadtviertels, in dem Martin zu Tode gekommen war und in dem der Todesschütze als Wachmann gearbeitet hatte.
Für die Familie des 18-jährigen Michael Brown, der 2014 in Ferguson (Missouri) von einem Polizisten erschossen worden war, war Crump an dem Zivilprozess gegen die Stadt Ferguson beteiligt, in dem der Familie eine Zahlung in Höhe von 1,5 Millionen US-Dollar zugesprochen wurde.
Er vertrat zeitweise die Familie des 2014 in Cleveland (Ohio) von der Polizei erschossenen 12-jährigen Tamir Rice; ebenso arbeitete er für die Familie des 2018 im kalifornischen Sacramento von Polizisten getöteten Stephon Clark.
Crump war einer von zwei Anwälten für die Familie von Ahmaud Arbery, der im Februar 2020 in Georgia beim Joggen von zwei weißen Zivilisten umgebracht worden war.
Im Todesfall Breonna Taylor, bei dem eine afroamerikanische Sanitäterin nachts in ihrer eigenen Wohnung von der Polizei erschossen wurde, vertritt Crump die Familie, ebenso im Fall von George Floyd, der 2020 in Minneapolis von einem Polizisten erstickt wurde.
Crump, der zu Beginn seiner Karriere Fälle wie ärztliche Kunstfehler, gewöhnliche Körperverletzung und ähnliches annahm, beschränkt sich auch seither nicht auf Fälle von Polizeigewalt. So ist er auch mit einer Sammelklage (Class action) in Folge eines schweren Falls andauernder, gravierender Verunreinigung des Trinkwassers in der Industriestadt Flint (Michigan) in den Jahren 2014–2015, der sogenannten Flint water crisis („Wasserkrise von Flint“), befasst. Ebenso vertritt er afroamerikanische Frauen mit Eierstockkrebs in einer weiteren Class action gegen den Pharmakonzern Johnson & Johnson.
Nach Angaben von Personen aus Crumps Umfeld nimmt Crump für die Familien der Angehörigen, die ihn beauftragen, auch Funktionen über die des Rechtsbeistands hinaus an, so die Beratung zum Umgang mit den Medien, aber auch psychologische Beratung und seelische Unterstützung; nach diesen Angaben baut er eine starke persönliche Bindung zu seinen Klienten auf.
Im amerikanischen Rechtssystem haben die Opfer und deren Anwälte keinen direkten Einfluss auf die Eröffnung eines Strafverfahrens bei mutmaßlichen Verbrechen. Um die Forderung der Opfer oder deren Angehöriger nach strafrechtlicher Aufarbeitung der Fälle zu unterstützen, startet Crump deshalb, wie er selbst bekennt, Medienkampagnen, um öffentliche Aufmerksamkeit auf die Fälle zu lenken und damit Druck auf die Strafverfolgungsbehörden auszuüben, Anklage zu erheben. In der schwarzen Bürgerrechtsbewegung, zum Beispiel innerhalb der Bewegung Black Lives Matter, ist er jedoch nicht unumstritten; manche Aktivisten bezeichnen ihn als „Opportunisten“ und werfen ihm mangelnden Erfolg beim Streben nach Strafverfolgung vor.
Crump tritt bzw. trat in mehreren Fernsehsendungen und -serien auf, so in Who Killed Tupac? („Wer brachte Tupac um?“) und in Evidence of Innocence („Indizien für Unschuld“), einer Sendung, in der er Justizirrtümer neu aufrollt. 2021 wird das Medienunternehmen Netflix einen Dokumentarfilm über Crumps Leben produzieren.

## Schriften
- Open Season: Legalized Genocide of Colored People. HarperCollins, New York 2019, ISBN 978-0-06-237509-4 (englisch, 272 S.).